# Hubertus Heil
Hubertus Heil (né le 3 novembre 1972 à Hildesheim) est un homme politique allemand appartenant au Parti social-démocrate d'Allemagne (SPD). Il est ministre fédéral du Travail et des Affaires sociales entre 2018 et 2025.
Il est secrétaire général du SPD de 2005 à 2009, et l'est à nouveau de juin à décembre 2017.

## Vie et carrière
Après avoir obtenu son Abitur (équivalent du baccalauréat) au Gymnasium am Silberkamp de Peine et après son service civil, Heil entreprend à partir de 1995 des études de science politique et de sociologie à l'université de Potsdam puis à Hagen (Westphalie).
Du début de l'année 1995 à la fin de l'année 1997, Heil collabore avec Heidrun Förster au Landtag de Brandebourg (également avec Eva Folta en 1998). Dans le même temps, Heil est gérant du Arbeitsgemeinschaft für Arbeitnehmerfragen, une sous-formation du SPD.
Il soutient Olaf Scholz lors du congrès de 2020 visant à donner au SPD une nouvelle direction. Après la défaite de celui-ci, il devient la figure la plus importante de l’aile droite du parti.